# Desperados (piwo)
Desperados – piwo o smaku tequili o zawartości ekstraktu 15,3% i alkoholu 5,9% (według informacji na etykiecie widocznej na zdjęciu). W Polsce produkowane przez Grupę Żywiec na licencji Heinekena.

## Historia
Receptura Desperadosa powstała w browarze Fischer w Alzacji w 1995 roku. To pierwsze na świecie piwo o smaku tequili, sprzedawane w 35 krajach na świecie i czwarta pod względem wielkości marka na francuskim rynku oraz najszybciej rosnąca marka premium na rynku polskim, gdzie Desperados konfekcjonowany jest do butelek 400 ml, sprzedawanych także w trójpakach. W kwietniu 2011 roku Desperados wprowadził na rynek butelkę o nietypowej pojemności 580 ml, zaprojektowaną specjalnie z myślą o polskim rynku.
Grupa Żywiec dystrybuuje markę Desperados w Polsce od 2004 roku. Początkowo sprzedaż piwa ograniczona była do wybranych sklepów i pubów. Do szerokiej dystrybucji Desperados trafił, gdy w marcu 2008 roku w Browarze w Żywcu uruchomiono linię produkcyjną. Poza francuskim browarem Fischer to jedyne miejsce na świecie, w którym warzony jest obecnie Desperados. Obok Heinekena jest jedyną zagraniczną marką piwa produkowaną i rozlewaną w żywieckim browarze. Marka Desperados sponsoruje cykl imprez The Wildest Night Party oraz Sunrise Festival w Kołobrzegu.

## Nagrody i wyróżnienia
- 2009 – pierwsze miejsce w Konsumenckim Konkursie Piw podczas Chmielaków Krasnostawskich
- 2009 – brązowe Effie w kategorii napoje alkoholowe
- 2009 – złoty medal w kategorii piwa specjalne w Otwartym Konkursie Piw podczas I Gali Browarników
- 2009 – tytuł Przeboju Roku w kategorii piwo smakowe przyznany przez magazyn „Życie Handlowe”
- 2010 – pierwsze miejsce w Konsumenckim Konkursie Piw podczas Chmielaków Krasnostawskich
- 2010 – Studencki Produkt Roku w kategorii studencki browar – ulubiona marka piwa

## Dodatkowe informacje
- wbrew nazwie i etykiecie w barwach flagi Meksyku, receptura Desperadosa powstała we Francji
- w innych krajach (a od niedawna także w Polsce) dostępna jest również energetyczna odmiana Desperadosa – Desperados Red z dodatkiem guarany